# Deutsche GT-Meisterschaft
Die Deutsche GT-Meisterschaft, kurz DGTM, war eine 2010 und 2011 vom DMSB ausgeschriebene Automobil-Rennserie für Fahrer von GT3-Rennwagen. Die Serie kombinierte bestehende deutsche Rennveranstaltungen von ADAC GT Masters, VLN Langstreckenmeisterschaft Nürburgring und dem 24-Stunden-Rennen auf dem Nürburgring zu einer Meisterschaft.
Punktberechtigt waren nur Fahrer von Fahrzeugen, die dem GT3-Reglement und der für die jeweilige Veranstaltung passenden technischen Bestimmung entsprachen. GT3-Fahrzeuge, die aufgrund des 24h-Spezial-Reglements minimal von der ursprünglichen GT3-Spezifikation abwichen, wurden ebenfalls gewertet. Die Platzierungen in den einzelnen Rennserien wurden gewichtet, um die Leistungen in den unterschiedlichen Formaten gerecht zu bewerten. So wurden die Punkte der zehn Erstplatzierten eines zur GT-Meisterschaft zählenden VLN-Laufs mit dem Faktor 1,25 multipliziert, beim 24-Stunden-Rennen mit dem Faktor 1,5.
Seit der Saison 2021 wird das Meisterschaftsprädikat Internationale Deutsche GT-Meisterschaft ausschließlich für das ADAC GT Masters verliehen.

## Rennkalender 2011
| Nr. | Datum        | Veranstaltung                   | Rennstrecke                   |
| --- | ------------ | ------------------------------- | ----------------------------- |
| 1   | 24. April    | ADAC GT Masters & Friends (GTM) | Motorsport Arena Oschersleben |
| 2   | 25. April    | ADAC GT Masters & Friends (GTM) | Motorsport Arena Oschersleben |
| 3   | 14. Mai      | ADAC Masters Weekend (GTM)      | Sachsenring                   |
| 4   | 15. Mai      | ADAC Masters Weekend (GTM)      | Sachsenring                   |
| 5   | 11. Juni     | ADAC Reinoldusrennen (VLN)      | Nürburgring-Nordschleife      |
| 6   | 26. Juni     | ADAC Zurich 24h-Rennen          | Nürburgring-Nordschleife      |
| 7   | 9. Juli      | ADAC Truck-Grand-Prix (GTM)     | Nürburgring                   |
| 8   | 10. Juli     | ADAC Truck-Grand-Prix (GTM)     | Nürburgring                   |
| 9   | 30. Juli     | RCM/DMV Grenzlandrennen (VLN)   | Nürburgring-Nordschleife      |
| 10  | 3. September | ADAC Masters Weekend (GTM)      | EuroSpeedway Lausitz          |
| 11  | 4. September | ADAC Masters Weekend (GTM)      | EuroSpeedway Lausitz          |
| 12  | 1. Oktober   | ADAC Masters Weekend (GTM)      | Hockenheimring                |
| 13  | 2. Oktober   | ADAC Masters Weekend (GTM)      | Hockenheimring                |

## Meister
| Jahr | Fahrer                         | Fahrzeug                    |
| ---- | ------------------------------ | --------------------------- |
| 2010 | Luca Ludwig                    | Audi R8 LMS                 |
| 2011 | Ferdinand Stuck Johannes Stuck | Lamborghini Gallardo LP600+ |